# 埃利亞斯·卡內蒂
埃利亞斯·卡內蒂（1905年7月25日—1994年8月14日）是保加利亞出生的塞法迪犹太人小說家、評論家、社會學家和劇作家，1981年諾貝爾文學獎得主，以德语写作。
卡內蒂的著名作品有自传三部曲：《得救之舌》、《耳中火炬》、《眼睛遊戲》(Die Gerettete Zunge; Die Fackel im Ohr; Das Augenspiel)、现代主义小说《迷惘》（Auto-da-Fé）和社会学著作《群眾與權力》（Masse und Macht）。

## 生平

### 早期
埃利亞斯·卡內蒂生於多瑙河南岸的魯斯丘克（Rustchuk），即是今天的魯塞。他的家庭是1492年來自西班牙的瑟法底猶太人後裔，所以除了保加利亞語外，卡內蒂還會講老式的西班牙語——拉迪諾語（一种已經遭廢棄的方言）。其後卡內蒂一家遷至英國曼徹斯特，但父親於1912年逝世，卡內蒂遂隨母親搬至維也納，並開始學習德語。此後他母親逼卡內蒂平日以德文溝通，日後他亦用了德文寫作。
1924年卡內蒂入維也納大學攻讀化學，1929年獲化學学士學位。不過期間他發覺自己更熱衷於藝術、文學和哲學，故他一直沒有當化學家，反而開始寫作，完成了《年輕的羅馬執政官》和一部詩歌戲劇。

### 30年代
到訪過柏林和認識了一些藝術家後，卡內蒂開始創作一系列關於人類狂熱行為的小說，如1935年的《迷惑》（Die Blendung），靈感來自1920年代暴民焚燒維也納正義宮時的瘋狂現象。此書頗受1929年諾貝爾文學獎得主保羅·托馬斯·曼與英國哲學家兼小說家艾瑞斯·梅鐸的讚賞。30年代，卡內蒂亦寫了兩部戲劇：《婚礼》（Die Hochzeit）和《浮華喜劇》（Der Eitelkeit）。不久，美國作家厄普頓·辛克萊開始翻譯其著作。
1938年，納粹侵佔奧地利，身為猶太人的卡內蒂逃到巴黎，次年定居倫敦。余生大多在英國渡過，并主要用英語發表作品，因此有些作品先有英文版本，然後再由他譯成德文出版。而其小說則被納粹封查，至60年代才重新得到重視。

### 戰後
在英國，卡內蒂停止了文學創作，著手寫論文集《群眾與權力》。

### 晚年

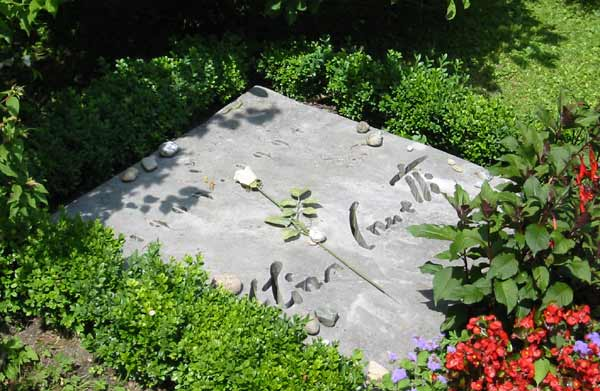

卡內蒂居於蘇黎世。1981年因為“作品具有宽广的视野、丰富的思想和艺术力量”而獲得諾貝爾獎。
1994年8月14日，卡內蒂逝世。

## 文學獎
- 格奧爾·畢希納獎（1972年）
- 約翰·彼得·赫貝爾獎（1980年）
- 卡夫卡獎（1981年）
- 諾貝爾文學獎（1981年）
- 奈利·薩克斯獎（1995年）

## 著作
卡內蒂發表了19部著作，其中最有影響的是《群眾與權力》

### 長篇小說
- 《迷惘(小說)》（Die Blendung，1935年）

### 劇本
卡內蒂的劇本都沒有主角或連貫的情節，卻只表現某些場面。其中的事件都是卡夫卡式的。
- 《婚禮 (戲劇)》（Die Hochzeit，1932年）：敍述腐朽社會的沒落與崩潰
- 《浮華喜劇》（Der Eitelkeit，1934年）
- 《確定死期的人們》（Die Befristeten，1956年）：敍述極權主義社會中人們的不安全感

### 論文集
- 《群眾與權力》（1960年）：分析當年法西斯取得權力和群眾支持的原因（群眾受愚弄）
- 《耳聞集》（Der Ohrenzeuge-Funfzig Charaktere，1974年）：評价五十位作家

### 自傳
- 《得救之舌》（Diegerettete Zunge，1977年）
- 《耳中火炬》（Die Fackel im Ohr，1980年）
- 《眼睛遊戲》（Das Augenspiel，1985年）

### 其他
- 《卡夫卡的另一場審判》（Der andere Prozess，1969年）
- 《Hitler nach Speer》
- 《人的省份》（1942-1972年）
- 《良心话》（1975年）
- 《目语》（1985年）
- 《钟表的神秘心脏:杂记》（1987年）
- 《Die Fliegenpein》
- 《Nachträge aus Hampstead》
- 《Party im Blitz; Die englischen Jahre》（2003年）
- 《Aufzeichnungen für Marie-Louise》（2005年）

## 作品在台灣的出版
- 陳衛平、黃漢青/譯，《群眾與權力》，板橋市：駱駝，1987年。
- 梁景峰/譯，蔡源煌等人/主編，《卡內提》，台北市：光復，1993年。
- 宋碧雲/譯，《被拯救的舌頭》，台北市：遠景。
- 諾貝爾文學獎全集編譯委員會/編，《卡內提》，台北市：九華出版。
- 李舒章/譯，《迷惘》，台北市：遠景。
- 林維/譯，《聆聽馬拉喀什》，台北市：馬可孛羅，2004年。
- 林維/譯，《得救的舌頭：一個青年人的故事1905-1921》，台北市：台灣商務，2004年。
- 楊夢茹/譯，《耳中的火炬：十年的成長歷程1921-1931》，台北市：台灣商務，2004年。
- 黃銘惇/譯，《目光的遊戲：生命史1931-1937》，台北市：台灣商務，2004年。
- 鄭樹森/譯，《耳聞證人》，台北市：允晨文化，2012年。